# Verzeichnis national wertvollen Kulturgutes
Als Verzeichnis national wertvollen Kulturgutes werden in Deutschland seit 1919 geführte Verzeichnisse besonders schützenswerter Kulturgüter bezeichnet. Charakteristisch ist, dass in diese Verzeichnisse eingetragene Kulturgüter Ausfuhrbeschränkungen unterworfen werden.

## Geschichte
Rechtsgrundlage für die Schaffung solcher Verzeichnisse war zunächst die Reichsverordnung über die Ausfuhr von Kunstwerken vom 11. Dezember 1919. Nach Ende des Zweiten Weltkrieges wurde dieses System mit dem Gesetz zum Schutz deutschen Kulturgutes gegen Abwanderung vom 6. August 1955 übernommen. Kraft dieses Gesetzes führten alle deutschen Bundesländern je ein Verzeichnis national wertvollen Kulturgutes sowie ein Verzeichnis national wertvoller Archive. Über die Eintragung entschieden oberste Landesbehörden, die zuvor einen Sachverständigenausschuss anhören mussten. Aus den einzelnen Landesverzeichnissen erstellte der Beauftragte der Bundesregierung für Kultur und Medien entsprechende Gesamtverzeichnisse. Mit dem Kulturgutschutzgesetz vom 31. Juli 2016 wurde die Trennung der Verzeichnisse für Archive und Kulturgüter aufgegeben.

## Eintragung
Die Voraussetzungen für die Eintragung eines Kulturgutes in das Verzeichnis national wertvollen Kulturgutes sind in § 7 KGSG geregelt. Danach wird ein Kulturgut eingetragen, wenn es

„besonders bedeutsam für das kulturelle Erbe Deutschlands, der Länder oder einer seiner historischen Regionen und damit identitätsstiftend für die Kultur Deutschlands ist und seine Abwanderung einen wesentlichen Verlust für den deutschen Kulturbesitz bedeuten würde und deshalb sein Verbleib im Bundesgebiet im herausragenden kulturellen öffentlichen Interesse liegt.“

Die Möglichkeit zur Eintragung von Kulturgütern ist damit auf einzelne, besonders herausragende Werke beschränkt.
Ein Verfahren zur Eintragung eines Kulturgutes wird nur auf Antrag eingeleitet, wobei ein solcher Antrag nur von Behörden und dem Eigentümer gestellt werden kann. Namentlich Museen, die bloß Besitzer solcher Kulturgüter sind, können keinen Eintragungsantrag stellen. Das Eintragungsverfahren ist in § 14 KGSG geregelt.

## Negativattest
Für die Ausfuhr von Kulturgütern ist es unter Umständen notwendig, die Nichteintragung des auszuführenden Kulturgutes in ein solches Verzeichnis rechtswirksam feststellen zu lassen. Dazu wird eine Bescheinigung (sogenanntes Negativattest) der im jeweiligen Bundesland zuständigen Kulturbehörde gemäß § 14 Absatz 7 KGSG ausgestellt.